# Mara (Bibbia)

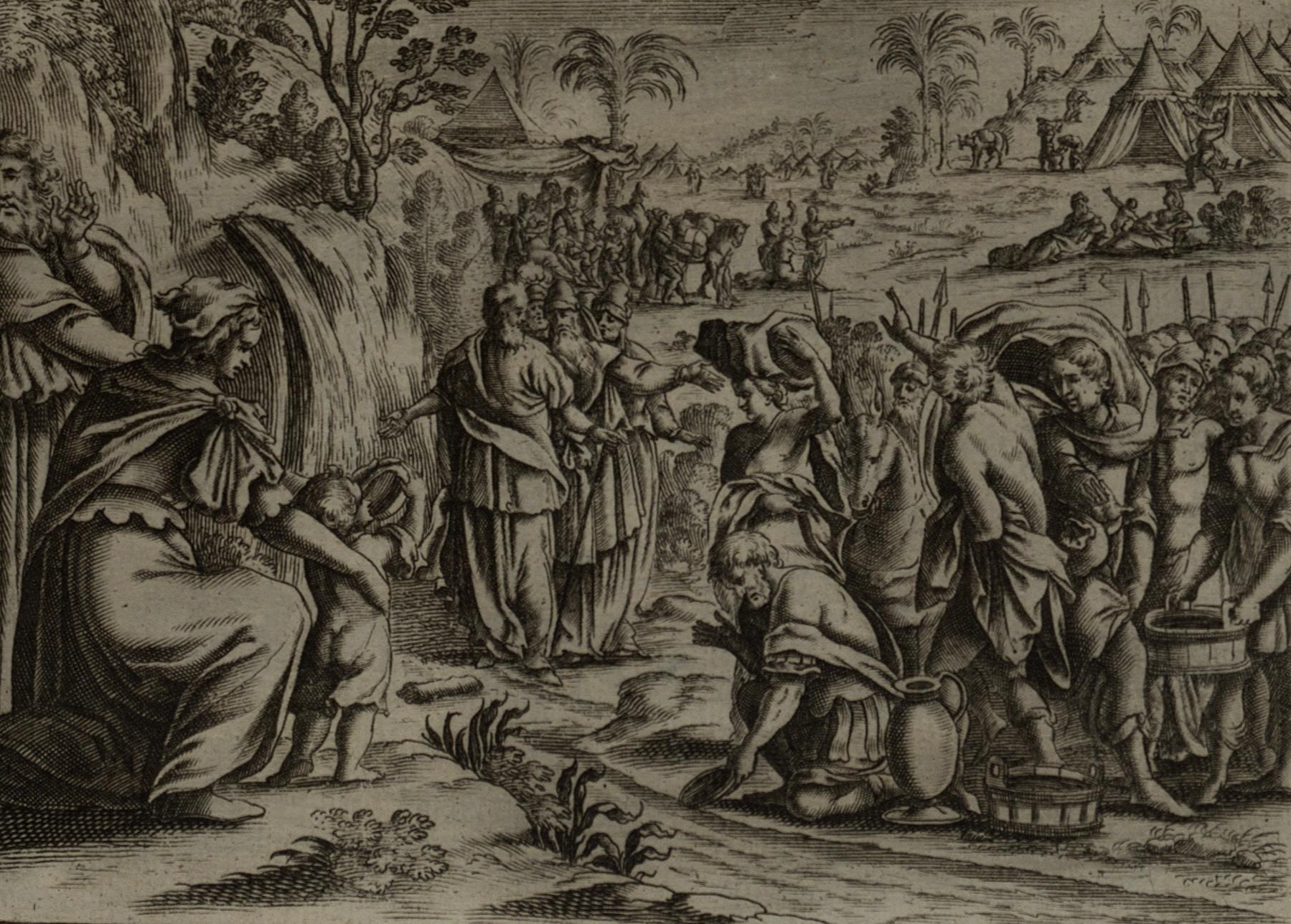
Le acque di Mara, incisione di Gérard Jollain, 1670.

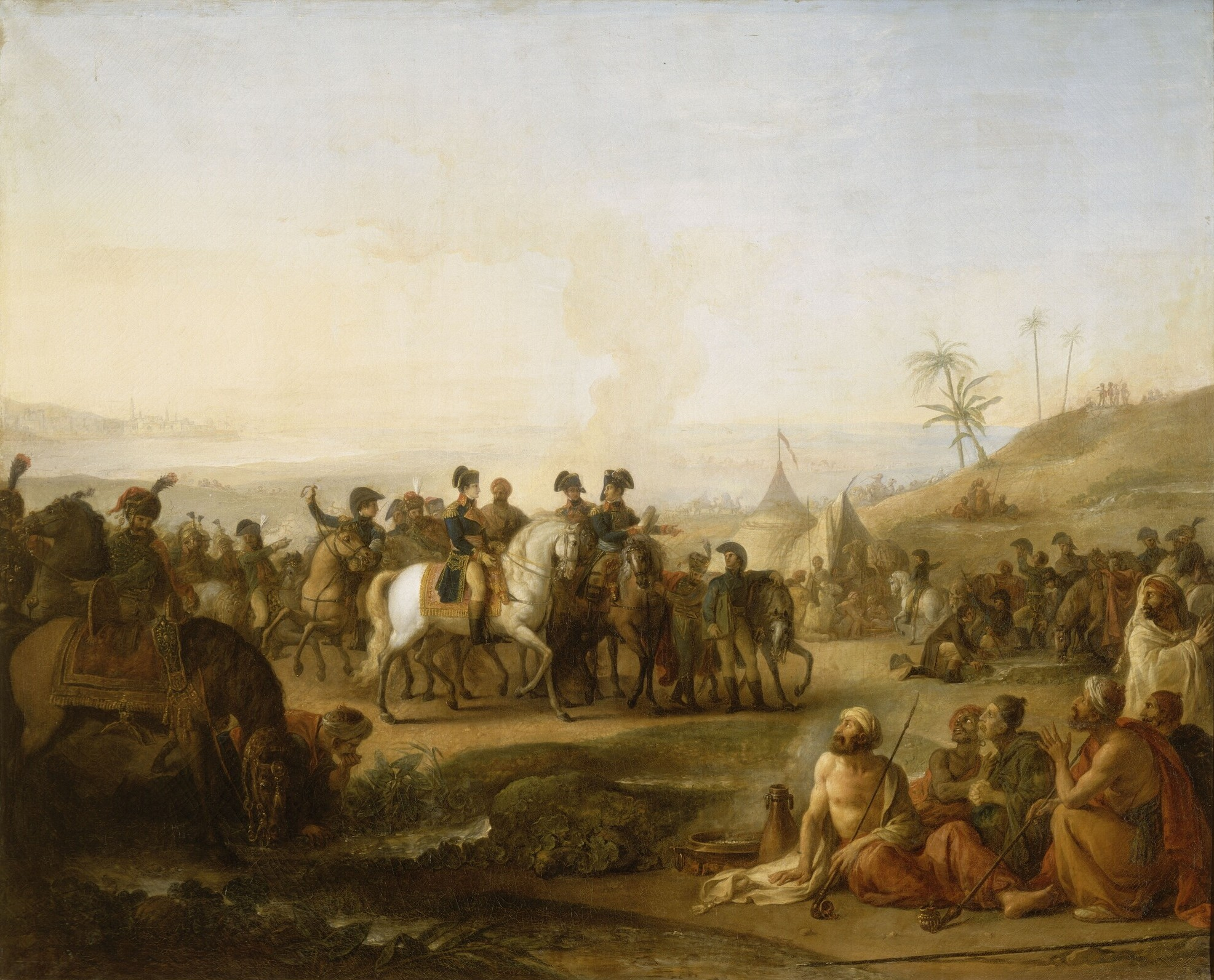
Napoleone Bonaparte visita le acque di Mara nel dicembre 1798 durante la spedizione d'Egitto.

Mara (in ebraico מָרָה‎? dal significato di amaro) è una delle località citate dalla Torah per la quale transitarono gli Israeliti durante l'Esodo.
Gli israeliti liberati partirono per il loro viaggio nel deserto, da qualche parte nella Penisola del Sinai ed è chiaro che non erano spiritualmente liberi.
Raggiunto Mara, il luogo di un "pozzo di acqua amara", con amarezza e mormorio, il popolo ebraico ricevette una prima serie di ordini divini e il fondamento dello Shabbat. Alla mancanza d'acqua seguì quella di cibo. Mosè lanciò un tronco nell'acqua amara, rendendola dolce.
Più tardi Dio mandò manna e quaglie. Il deserto è il terreno in cui Dio accoglie il suo popolo. Il "mormorio" è una prospettiva ricorrente del popolo israelita errante.

## Eventi
La narrazione riguardante Mara nel libro dell'Esodo racconta che gli Israeliti vagarono nel deserto per tre giorni in cerca di acqua. Secondo il racconto Mara aveva dell'acqua ma non era potabile, poiché era amara, da qui il nome Mara che significa amaro. Nel testo, quando gli Israeliti raggiunsero Mara protestarono per la mancanza di acqua potabile, e Mosè, a sua volta, si rivolse a Yahweh, il quale rispose mostrandogli un pezzo di legno che avrebbe dovuto gettare nell'acqua, facendola così diventare potabile. Alcuni studiosi biblici vedono il racconto di Mara come mito eziologico per cercare di giustificare il suo nome.
Il testo prosegue affermando che in questo luogo furono emanati un decreto e una legge, da parte di Yahweh, per mettere alla prova gli Israeliti. Tuttavia, secondo gli studiosi dei testi la narrazione riguardante l'acqua amara proviene dalla tradizione jahvista, mentre la menzione della legge e della prova è in realtà parte del racconto Eloista. Gli studiosi considerano questa come la versione Eloista del nome di Massa, poiché la radice triconsonantica della parola ebraica usata per prova (נסה) è molto simile a quella per Massa (מסה), e la spiegazione successiva di Massa, ha una connessione con la stessa radice (נסה). Il Talmud sostiene che il testo si riferisce a tre nuove leggi che vennero aggiunte alle leggi di Noah, vale a dire che doveva essere creato un tribunale, che i bambini dovevano obbedire ai genitori e che doveva essere osservato lo  Sabbath. Nel testo biblico, Yahweh afferma anche che non avrebbe portato malattie agli israeliti se avessero obbedito alle sue leggi. Gli studiosi della Bibbia considerano questa come un'aggiunta redazionale, e sembra essere un tentativo di distrarre il lettore dall'implicazione contenuta nel verso precedente che le leggi furono date da Yahweh prima che fosse raggiunto il Sinai.

## Speculazioni sulla località
Secondo il libro dell'Esodo, gli Israeliti giunsero a Mara dopo aver viaggiato nel deserto di Shur. Secondo il libro dei Numeri, giunsero a Mara dopo aver attraversato il deserto di Etham, ma entrambe le fonti dicono che vi giunsero prima di raggiungere Elim. Gli studiosi considerano le informazioni geografiche come derivanti da due diverse versioni della stessa lista indipendente di località, una delle quali è quella che occupa un capitolo del Libro dei Numeri e l'altra, inserita attorno alla narrazione su Mara e altre narrazioni, presente nel Libro dell'Esodo e in quello dei Numeri, a seconda dei casi. Secondo questa visione, l'ultima versione avrebbe, in origine, detto ...uscirono dal deserto di Sur e vagarono per tre giorni nel deserto senza trovare acqua, poi giunsero ad Elim, dove trovarono dodici pozzi d'acqua, ..., senza menzionare Mara.
L'esatta posizione di Mara è incerta, così come lo sono le posizioni di Etham, Shur ed Elim. L'identificazione di queste posizioni dipende fortemente dall'identificazione del Monte Sinai biblico. Tradizionalmente, il Sinai era equiparato a una delle montagne nel sud della Penisola del Sinai cosa che portava ad individuare Mara come "Ain Hawarah", una sorgente salata a circa 76 chilometri a sud-est di Suez. Tuttavia, la maggior parte degli studiosi e delle autorità religiose crede che questa tradizionale identificazione del Sinai sia imprecisa, con le alternative suggerite che si trovasse al nord e al centro della penisola del Sinai, nel Hegiaz e nella pianura di nord-est. Queste identificazioni suggerirebbero di localizzare Mara molto a sud-est di Suez, ma questa sarebbe stata una deviazione sostanziale della rotta degli Israeliti. Di conseguenza, alcuni studiosi hanno proposto di identificare Mara come "Ain Naba", una fonte salmastra situata a soli 16 chilometri a sud-est di Suez, mentre altri hanno proposto i Laghi amari (in arabo Al Buhayrat al Murrah as Sughra البُحيْرَة المُرَّة الصُغْرَة) ubicati a 32 chilometri a nord di Suez. Ain Naba è più probabile dal punto di vista geografico se il Monte Sinai fosse situato nell'Hegiaz o nella penisola centrale del Sinai, mentre i Laghi amari sarebbero più aderenti se il Monte Sinai si trovasse nel nord della penisola del Sinai o nel Wadi Araba nord orientale.